# Jacob Nilsson
Nils Jacob Nilsson, född 11 augusti 1834 i Jämshögs socken, Blekinge län, död 24 augusti 1912 i Oscars församling Stockholm, var en svensk godsägare och riksdagspolitiker.
Nilsson var ägare till godset Grova i Södermanland. I riksdagen var han ledamot av andra kammaren, bland annat mandatperioden 1897-1899.